# 라스무스 비데베크
라스무스 비데베크(덴마크어: Rasmus Videbæk, 1973년 2월 21일 ~ )은 덴마크의 영화 촬영 기사이다. 니콜라이 아르셀과 협업하였다.

## 연출 작품 목록
- 노이 알비노이(2002)
- 로얄 어페어(2012)
- 다크타워: 희망의 탑(2017)